# Quercus lusitanica
Quercus lusitanica (дуб лузитанський) — вид рослин з родини Букові (Fagaceae); поширений у західному Середземномор'ї.

## Опис
Досягає 10 м, але зазвичай менший (2 м), чагарниковий, розлогий. Кора шорстка, луската. Гілочки червоно-коричневі, блискучі. Листки у довжину 3–5(7) см, напіввічнозелені, шкірясті, овально-довгасті або овальні, цілі, край зубчастий апікально (4–6 пар зубців, вигнутих угору), блискучі зверху, білясті, густо волосисті внизу, особливо на жилах; ніжка дуже коротка, довжиною менше 5 мм, найчастіше запушена. Чоловічі сережки завдовжки 3–5 см, оцвітина з 6–7 частками. Жіночі квітки поодинокі або парами, оцвітина з 6–8 запушеними часточками. Невеликий жолудь завдовжки до 2.5 см, без ніжки або на короткій волосистій ніжці; чашка діаметром 1 см; дозріває 1 рік. 2n = 24. 
Це не морозостійкий вид. Цвіте в період з лютого по травень.

## Поширення
Поширення: Марокко, Португалія, пд.-зх. Іспанія.
Може траплятися в лісах Quercus suber, Quercus ilex, Quercus canariensis і часто в соснових лісах. Зазвичай зростає на супіщаних ґрунтах, або суглинкових. 

## Використання
Не використовується.

## Загрози й охорона
В Андалусії загрозами є пожежі, заліснення, випасовування копитними тваринами. Основна модель розмноження — вегетативна за допомогою підземного стебла. Основною загрозою збереженню генетичного різноманіття видів є гібридизація з сусідами дубами інших видів.
В Андалусії вид має статус NT, в межах Європи має статус LC.